# Église de la Trinité de Mount Vernon
L'église de la Trinité est une église anglicane située à Mount Vernon, dans l'État de New York, aux États-Unis. Elle se trouve à proximité au sud de son église mère, l'église Saint-Paul et été ajoutée au Registre national des lieux historiques en 1997. L'église a fermé en 2016.

## Historique
Le complexe comprend l'église de la Trinité (1859), l'ancienne salle paroissiale (1892), la nouvelle salle paroissiale (1909 ; 1954) et le presbytère (1893). L'église, l'ancienne salle paroissiale et la nouvelle salle paroissiale sont reliées et forment un bâtiment en forme de « L ». Elle a été construite dans le style néo-gothique et agrandie et sensiblement redécorée dans les années 1880.

## Architecture
Il s'agit d'une structure en maçonnerie d'un étage avec un toit à deux versants recouvert d'ardoises et fortement incliné.